# Edward Keynes
Edward Keynes (* 30. Juni 1940 in New York City; † 9. April 2016 in Kiel) war ein amerikanischer Politikwissenschaftler, der als Professor an der Pennsylvania State University und der Christian-Albrechts-Universität zu Kiel lehrte.

## Leben
Edward Keynes wurde 1967 an der University of Wisconsin zum Ph.D. promoviert („The Dirksen amendment. A study of legislative strategy, tactics and public policy“) und wurde 1976 Professor für Politikwissenschaft an der Pennsylvania State University. Als Gastprofessor wirkte er an der Universität Hiroshima in Japan, der Philipps-Universität Marburg, der Universität Melbourne in Australien, der Universität zu Köln und mehrfach der Universität Kiel. Nach dem Tod Werner Kaltefleiters besetzte Keynes 1998/1999 die vakant gewordene Professur in Kiel. 1998 war er zum Honorarprofessor ernannt worden. Nach seiner Emeritierung an der Penn State 2003 verlegte er sein wissenschaftliches Wirkungsfeld völlig nach Kiel.
Seine Forschungsgebiete waren das Regierungssystem der Vereinigten Staaten, ihr Verfassungsrecht und ihre Verfassungswirklichkeit.

## Schriften (Auswahl)
- The legislative process in the U.S. Senate. Herausgegeben mit Lawrence K. Pettit, Rand McNally & Comp., Chicago (Ill.) 1969.
- Political Power, Community and Democracy. Rand McNally & Comp., Chicago (Ill.) 1970.
- The Borzoi reader in American politics. Herausgegeben mit David Adamany, Knopf, New York 1971, ISBN 0-394-31133-7.
- American politics and public policy. Herausgegeben mit Michael P. Smith, Random House, New York 1976, ISBN 0-394-31650-9.
- Labiles Gleichgewicht. Das amerikanische Parteiensystem nach den Wahlen von 1972. Herausgegeben mit Werner Kaltefleiter, Heymann, Köln/Berlin/Bonn/München 1974.
- Weltmacht ohne Politik? Das amerikanische Regierungssystem nach den Wahlen von 1976. Herausgegeben mit Werner Kaltefleiter, Duncker und Humblot, Berlin 1979, ISBN 3-428-04548-3.
- The Court versus  congress: Prayer, busing, and abortion, Duke University Press, Durham 1989, ISBN 0-8223-0968-8.
- Undeclared war. Twilight zone of constitutional power. 2. Auflage, Pennsylvania State University Press, University Park 1991, ISBN 0-271-00779-6.
- Liberty, property, and privacy. Toward a jurisprudence of substantive due process. Pennsylvania State University Press, University Park 1996, ISBN 0-271-01509-8.
- Denken in Ordnungen in der Politik. Herausforderungen an eine anwendungsbezogene politische Wissenschaft. Herausgegeben mit Ulrike Schumacher, P. Lang, Frankfurt am Main/New York 1997, ISBN 3-631-32391-3.
- (als Herausgeber): Willensbildungsprozesse und Demokratie. Werner Kaltefleiter zum Gedenken, Lang, Frankfurt/M. 2000, ISBN 3-631-36442-3.